# Symphonie no 3 de Landowski
Pour les articles homonymes, voir Symphonie no 3.
La Symphonie no 3 « des Espaces » en deux mouvements est une composition de Marcel Landowski créée en 1965.
Cette œuvre fut créée au Festival de musique de Strasbourg sous la direction de Charles Bruck. 
C'est une symphonie qui ne comporte que deux mouvements, et qui témoigne d'une grande qualité d'orchestration, avec une instrumentation conçue comme pour un concerto pour orchestre, dans lequel les groupes d'instruments ont tour à tour une place prépondérante. C'est le cas dans le Grave pour les cordes et les percussions, et dans l'Allegro deciso, c'est au tour des cuivres, des bois et à nouveau des percussions.
L'exécution de l'œuvre dure environ 17 minutes.

## Structure
1. Grave
2. Allegro deciso